# Shantelle Thompson
Shantelle Joan Thompson (ur. 17 listopada 1983) – australijska zapaśniczka walcząca w stylu wolnym. Złota medalistka mistrzostw Oceanii 2016 i srebrna w 2017 roku.
Jest aborygenką.